# Saltuqidi

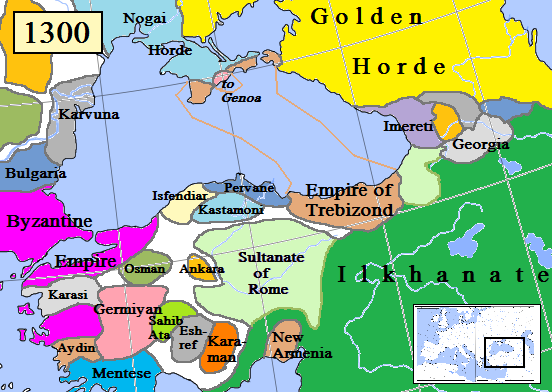
Beylikati e altre realtà politico-istituzionali della regione anatolica e dintorni nel 1300 ca.

La dinastia Saltuklu, o Saltuqide, fu costituita dai governanti di un beilikato turco di Anatolia, fondato dopo la Battaglia di Manzicerta del 1071, con sede a Erzurum. I Saltuqidi governarono tra il 1071 e il 1202; nel primo periodo dei Beilikati turchi d'Anatolia.
Il beilikato fu fondato dall'Emiro Saltūq, uno dei comandanti del Grande Selgiuchide) Alp Arslan. 
I bey saltuqidi frequentemente combatterono contro il Regno georgiano per l'egemonia nella regione di Kars.
Il maggior centro dei beylikato, Erzurum, fu occupato dai Bizantini tra il 1077-1079 e fu assediato da Giorgio III, che era Re della Georgia nel 1184.

## Storia
Nel 1071, i Selgiuchidi sconfiggono i Bizantini nella battaglia di Manzicerta.
Ebul Kasim Saltuk (Abū al-Qāsim Saltūq I) è incaricato dai Selgiuchidi di andare alla conquista dell'Anatolia. 
Conquista Theodosiopolis e il Sultano Alp Arslan lo nomina Bey per regnare sulla regione. 
Dal 1080, la dinastia saltuqide si insedia a Erzurum che diventa la sua capitale.. 
L'antica Karin degli Armeni (in armeno: Կարին (Karin o Garin), diventata Theodosiopolis sotto il periodo bizantino, prende il nome di Arz al-Rum (in arabo أرض الروم‎?, arḍ al-rūm, "terra dei Rūm") o Arzan al-Rum, chiamata così a causa dei profughi armeni di un paese vicino denominato Arzan, distrutto nel 1049 dai Selgiuchidi..
Nel 1086, alla morte del Sultano selgiuchide di Rum Süleyman Shah, Ebul Kasim esercita la funzione di reggente sino alla maggiore età di Kılıç Arslan. 
Quest'ultimo era tenuto prigioniero da Tutush, fondatore della dinastia selgiuchide di Siria.
Tutush viene sconfitto dai bizantini, salvando così la dinastia dei Selgiuchidi di Rum. 
Alla morte del Grande Selgiuchide Malik Shāh I (1092), Kılıç Arslan diviene sultano di Roum. 
Nel 1110, il suo secondo figlio Malik Shāh I (omonimo del sultano Grande Selgiuchide morto nel 1092) gli succede ma si trova in lotta con i fratelli che gli contendono il regno.
Ebul Kasim Saltuk rimane primo vassallo dei Selgiuchidi, poi lui approfitta dei loro litigi per conquistare l'indipendenza. Suo figlio Ali gli succede nel 1103. Conquista Kars e rafforza ancora il suo potere.
Egli stesso e i suoi successori assumono il titolo di malik (Re).
I Saltuqidi conquisteranno Bayburt, Oltu, Trebisonda, İspir, e Tercan.
Nel 1132, İzzeddin Saltuk, il figlio minore di Ebul Kasim arriva al potere. Sotto il suo regno la dinastia dei Saltuqidi raggiunge il suo apice. Combatte contro il regno di Georgia ed è fatto prigioniero nel 1153. Per essere liberato, deve versare un riscatto di 10.000 dinar, pagato con l'aiuto degli altri bey turcomanni. Organizza un'alleanza, rafforzata da un matrimonio, con il Sultano di Rum Kılıç Arslan II. I Georgiani arrivano fino a Erzurum ma si limitano a saccheggiare la città prima di tornare alle proprie terre.
İzzeddin Saltuk muore nel 1174, suo figlio Muhammed lo rimpiazza.
Durante le relazioni conflittuali con il re di Georgia Davide il Fondatore contro il quale i Saltuqidi estesero i loro possedimenti, si verifica un episodio curioso: Muhammed offrirà di convertirsi al Cristianesimo per sposarsi con quella che sarà la regina Tamara di Georgia.
Un'altra particolarità di questa dinastia è il regno di Mama Hatun, la figlia di İzzeddin Saltuk, durante un decennio alla fine del XII secolo.
Dall'inizio del secolo, i Saltuqidi dovettero lottare contro i Sultani selgiuchidi di Rum. 
Malik Shāh I (1107-1116) era intenzionato a riunire l'Anatolia sotto la sua autorità, ma fu il Sultano di Rum Süleyman II (1197-1204) che si impossessa del beylicato nel 1202. 
I Saltuqidi rimasero sotto la sovranità dei Selgiuchidi fino al 1230 quando Kay Qubadh I (1220-1237) annetté completamente il territorio.

## La dinastia
| Date      | Nome                               | Nome turco          | Figli di  | Nome arabo                             | Note                                 |
| --------- | ---------------------------------- | ------------------- | --------- | -------------------------------------- | ------------------------------------ |
| 1097-1103 | Abū al-Qāsim Saltūq I              | Ebul Kasim Saltuk   |           | in arabo أبو القاسم سلتوق‎?             | Fondatore ed eponimo della dinastia. |
| 1103-1124 | ʿAlī                               | Ali                 | Saltūq I  | in arabo علي بن سلتوق‎?                 |                                      |
| 1124-1132 | Ḍiyāʾ al-Dīn Abū al-Muzaffar Ghāzī | Ziyaeddin Gazi      |           | in arabo ضياء الدين أبو المظفر غازي ‎?  |                                      |
| 1132-1168 | ʿIzz al-Dīn Saltūq II              | İzzeddin Saltuk     | ʿAlī      | in arabo عز الدين سلتوق بن علي ‎?       |                                      |
| 1168-1191 | Nāṣir al-Dīn Muḥammad              | Nāsıreddīn Muhammed | Saltūq II | in arabo ناصر الدين محمد‎?              |                                      |
| 1191-1201 | Māmā Khātūn                        | Mama Hatun          | Saltûq II | in arabo ماما خاتون بنت سلتوق‎?         |                                      |
| 1201-1202 | ʿAlāʾ al-Dīn Abū Manṣūr            | Alaeddin            | Muhammad  | in arabo علاء الدين أبو منصور بن محمد‎? |                                      |
| 1202-1202 | Malik Shāh b. Muḥammad             | Melikşah            | Muhammad  | in arabo ملكشاه بن محمد‎?               | Conquistato dai Selgiuchidi di Rum.  |

## Monumenti
I Saltuqidi lasciarono testimonianze e monumenti a Erzurum e a Tercan.
- Kale Mescidi[7] (la moschea della cittadella), Tebsi Minare (minareto), Ulu Câmi[8] (grande moschea) (1179) a Erzurum.
- Il mausoleo e il caravanserraglio di Mama Hatun a Tercan.